# Прах Відчайдухів
«Прах Відчайдухів» — дебютний альбом «Burshtyn»: нового проекту екс-виконавців «Dub Buk», випущений у листопаді 2016 року на власному лейблі.

## Композиції
Альбом містить різнотемпові композиції з епізодичним залученням фолк інструментів. П'ятий трек «Козак» — присвята В'ячеславу Кирилову.
| Інформація про композиції | Інформація про композиції           | Інформація про композиції |
| #                         | Назва                               | Тривалість                |
| ------------------------- | ----------------------------------- | ------------------------- |
| 1.                        | «Нічия земля»                       | 08:39                     |
| 2.                        | «Млин віків»                        | 05:49                     |
| 3.                        | «Непотрібно христа»                 | 07:31                     |
| 4.                        | «Ой там на горі...» (народна пісня) | 03:06                     |
| 5.                        | «Козак»                             | 08:34                     |
| 6.                        | «Спогади чорношличника»             | 06:56                     |
| 7.                        | «Чортомлик»                         | 07:03                     |
| 47:38                     |                                     |                           |

## Склад на момент запису

### Burshtyn
- І. З. В. Е. Р. Г. (Ungern, екс Dub Buk) — бас, вокал
- Master Alafern (Триглав, екс Svarga, сесійний Dub Buk) — гітара, клавішні
- Всесвіт (екс Dub Buk, сесійний Hate Forest) — ударні[2]

### Запрошені виконавці
- Munruthel (Munruthel, екс Nokturnal Mortum, Astrofaes) — мастеринг
- Юлія Гордієнко — вокал («Ой там на горі…»)
- Дарія Кривошапченко — бандура («Ой там на горі…»)